# Степан Разин (посёлок)
Степа́н Ра́зин — посёлок в Карталинском районе Челябинской области России. Входит в состав Анненского сельского поселения.

## География
Посёлок находится на берегу реки Караталы-Аят, на расстоянии 8,5 км к северо-западу от города Карталы, административного центра района.

## История
Посёлок вырос на месте хутора, где располагалась артель им. Степана Разина, отсюда название. В 1930 году на её базе был организован колхоз с одноимённым названием.

## Население
| 2002 | 2010 |
| ---- | ---- |
| 0    | ↗88  |

### Половой состав
По данным Всероссийской переписи, в 2010 году численность населения посёлка составляла 88 человек (40 мужчин и 48 женщин).

## Улицы
В посёлке имеется одна улица — Новая.